# Aeroporto de Fernandópolis
O Aeroporto Municipal de Fernandópolis / Aeroporto Coronel Aviador Carlos Orleans Guimarães (ICAO: SDFD) é um aeroclube no município de Fernandópolis-SP. Fica localizado a 4 km do centro da cidade.
1. ↑  govbr, Decea. «AISWEB - Aeroporto de Fernandópolis (SDFD)». aisweb.decea.mil.br. Consultado em 8 de agosto de 2024
2. ↑  Market, Flight. «Aeroporto de Fernandópolis - SDFD». www.flightmarket.com.br. Consultado em 8 de agosto de 2024
3. ↑  Mapper, Great Circle. «SDFD - Fernandópolis, SP, BR - Airport - Great Circle Mapper». www.gcmap.com. Consultado em 8 de agosto de 2024